# Dawn French
Dawn Roma French (Holyhead, 11 ottobre 1957) è un'attrice, doppiatrice, comica e scrittrice britannica.
È nota soprattutto per la serie comica French & Saunders, in cui ha lavorato al fianco di Jennifer Saunders.

## Biografia
Figlia di Felicity O'Brien e Denys Vernon French, suo padre morì nel 1977.
Nel 1984 ha sposato il comico Lenny Henry, da cui ha divorziato nel 2010; i due hanno adottato una bambina, Billie, nata nel 1991.
Nel 2013 si è risposata con Mark Bignell.

## Filmografia parziale

### Attrice

#### Cinema
- The Supergrass, regia di Peter Richardson (1985)
- Mangia il ricco (Eat the Rich), regia di Peter Richardson (1987)
- Le straordinarie avventure di Pinocchio (The Adventures of Pinocchio), regia di Steve Barron (1996)
- Maybe Baby, regia di Ben Elton (2000)
- Harry Potter e il prigioniero di Azkaban (Harry Potter and the Prisoner of Azkaban), regia di Alfonso Cuarón (2004)
- Amore e altri disastri (Love and Other Disasters), regia di Alek Keshishian (2006)
- Absolutely Fabulous - Il film (Absolutely Fabulous: The Movie), regia di Mandie Fletcher (2016)
- Assassinio sul Nilo (Death on the Nile), regia di Kenneth Branagh (2022)

#### Televisione
- Girls on Top – serie TV, 13 episodi (1985-1986)
- Franch and Saunders – serie TV, 50 episodi (1987-2017)
- Absolutely Fabulous – serie TV, 1 episodio (1992)
- David Copperfield – miniserie TV, 2 episodi (1999)
- Ted end Alice – miniserie TV, 3 episodi (2002)
- Wild West – serie TV, 12 episodi (2002-2004)
- James & Jerusalem – serie TV, 19 episodi (2006-2009)
- Little Britain –  serie TV, 2 episodi (2006)
- Miss Marple (Agatha Christie's Marple) – serie TV, episodio 2x01 (2006)
- Psychoville – serie TV, 8 episodi (2009-2011)
- The Wrong Mans – serie TV, 9 episodi (2013-2014)

### Doppiatrice
- Le cronache di Narnia - Il leone, la strega e l'armadio (The Chronicles of Narnia: The Lion, the Witch and the Wardrobe), regia di Andrew Adamson (2005)
- Coraline e la porta magica (Coraline), regia di Henry Selick (2009)
- Animals United, regia di Reinhard Klooss e Holger Tappe (2010)
- Sackboy - Una grande avventura (Sackboy: A Big Adventure) - videogioco, voce di Scarlet (2020)

## Doppiatrici italiane
Nelle versioni in italiano delle opere in cui ha recitato, Dawn French è stata doppiata da:
- Lorenza Biella in Le cronache di Narnia - Il leone, la strega e l'armadio
- Francesca Guadagno in Assassinio sul Nilo, Harry Potter e il Prigioniero di Azkaban
- Deborah Ciccorelli in Amore e altri disastri
- Anna Rita Pasanisi in Miss Marple

Da doppiatrice è sostituita da:
- Ludovica Modugno in Bosom Pals, Coraline e la porta magica
- Valeria Falcinelli in Sackboy - Una grande avventura